# Нижний Порек
 Нижний Порек  — упразднённая в 2018 году деревня в Кильмезском районе Кировской области России. Входила в состав Большепорекского сельского поселения.

## География
Расположена на расстоянии примерно 26 км по прямой на юго-запад от райцентра поселка Кильмезь.

## История
Была известна с 1873 года как починок Порек нижний.
Снята с учёта 21.12.2018.

## Население
| 2010 |
| ---- |
| 0    |

К 1873 году 103 жителя, в 1905 г. — 223, в 1926 г. — 311, в 1950 г. — 217, в 1989 оставался 1 житель

### Национальный состав
Согласно результатам переписи 2002 года в деревне проживал один житель русской национальности.

## Инфраструктура
Личное подсобное хозяйство. В 1873 году 13 дворов, в 1905 г. — 33, в 1926 — 52, в 1950 — 66.

## Транспорт
Стояла «По левую сторону Сибирского почтового тракта, от г. Малмыжа на Пермь» (Список населённых мест Вятской губернии 1859—1873 гг.).